# 우마왕

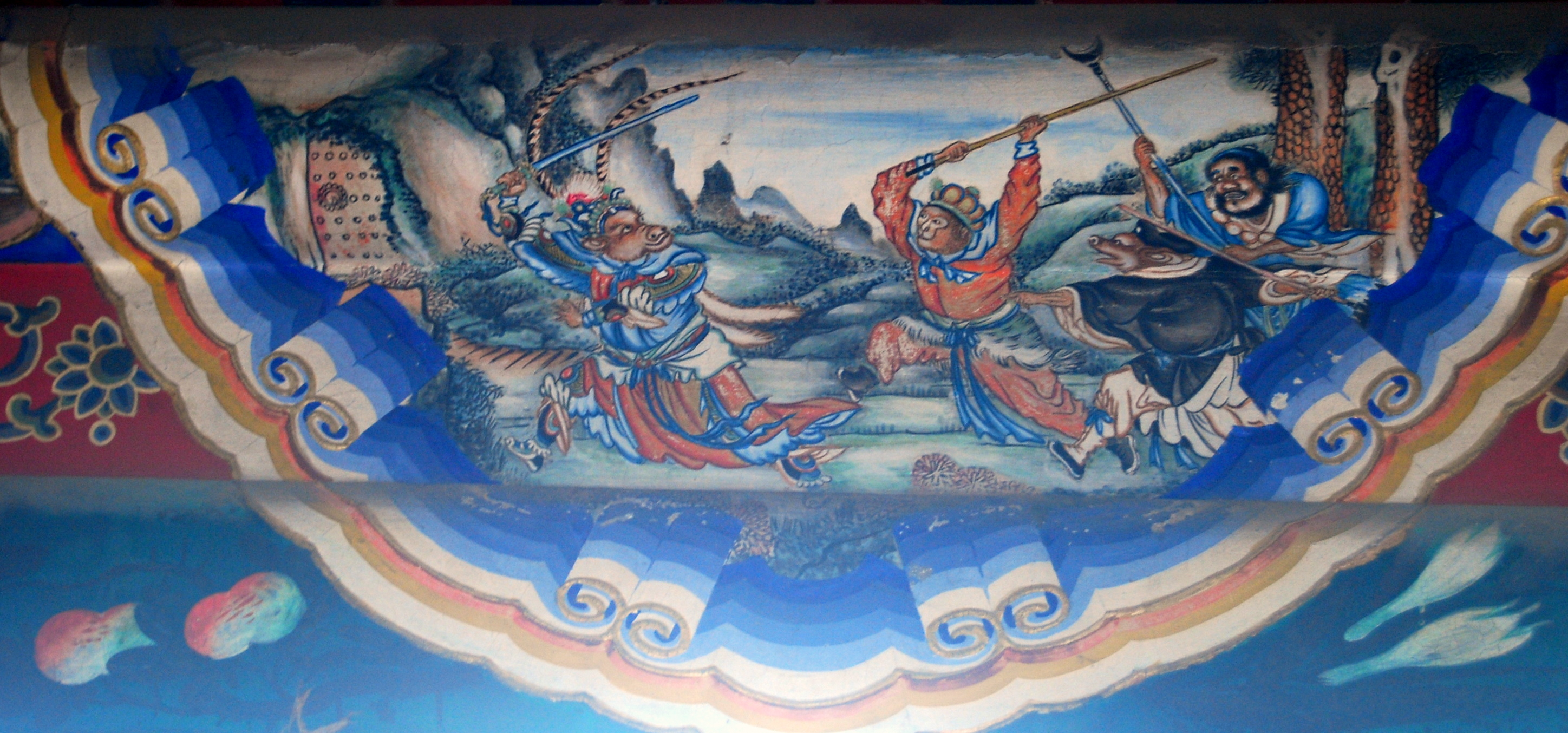
손오공과 우마왕과의 대결

우마왕(牛魔王)은 중국의 소설 서유기에서 등장하는 요괴 중 하나이다. 대력왕(大力王) 또는 호평천대성(號平天大聖)으로도 부르며, 이는 7대 성의 으뜸이었다. 일찍이 원나라 원곡2랑 신취사쇄마경은 우마왕의 역할에 관한 것이며, 서유기에서는 손오공의 결배형제였다.

## 고사(故事)

### 이랑신취사쇄마경
어느 날, 이랑진군과 나타가 만나 술을 마시고 기뻐하자, 둘은 활을 겨루어 볼 것을 제의하였다. 얼랑신은 힘이 너무 세서 화살 한 방에 마경을 뚫어 버렸고, 거울 속의 우마왕과 백안귀신을 탈출시켰다. 얼랑신은 천정의 비난을 피하기 위해 얼라타와 힘을 합쳐 우마왕과 백안귀신을 잡았고, 결국 우마왕과 백안귀신을 잡아들였다.

## 문화 인용
토요타 수프라는 토요타 자동차가 1979년부터 2002년까지 생산한 스포츠카로 타이완에서는 우마왕이라는 별명으로 불린다. 주로 토요타 자동차는 타이완에서 흔히 우두머리라고 불리지만, 수프라의 성능은 토요타의 현재 모델에서는 마왕과 같은 격차로 통하기 때문에, 여세를 몰아 인용한다.
이밖에도 중화문화에서는 우마왕(魔王王)으로 재물이 풍부하고 의견을 밝히기를 좋아하며 말과 충돌하는 것을 두려워하지 않는 사람을 가리킨다.

## 같이 보기
- 라바나